# Maison fond
Maison fond est une œuvre de Leandro Erlich située sur le parvis la gare du Nord, dans le 10e arrondissement de Paris, et inaugurée le 3 octobre 2015 dans le cadre de la Nuit blanche. Haute de 6,90 m, elle représente un immeuble parisien semblant être en train de fondre et a pour objectif de sensibiliser les passants aux effets du réchauffement climatique et d'amener à une réflexion sur l'héritage légué aux générations futures, le titre est un jeu de mots avec « mes enfants ». L'œuvre s'inspire d'un immeuble de style Directoire situé rue de Grenelle. La Maison Fond a été démantelée le mardi 16 mars 2021. La raison invoquée était le mauvais état de la structure. Le démontage a été effectué en concertation avec Leandro Erlich.